# Il destino di un guerriero
Il destino di un guerriero (Alatriste) è un film del 2006 scritto e diretto da Agustín Díaz Yanes, ed interpretato da Viggo Mortensen. La pellicola è basata sulla serie di romanzi storici scritta da Arturo Pérez-Reverte con protagonista il Capitano Alatriste.

## Trama
Diego Alatriste è un coraggioso capitano della Spagna imperiale del XVII secolo, al servizio di Filippo IV di Spagna. Dopo aver preso parte alla guerra degli ottant'anni (durante l'assedio di Breda) e dopo aver perso in battaglia l'amico Balboa, torna a Madrid dalla donna che ama e al suo lavoro di spadaccino.
Un incarico gravoso dopo il suo ritorno sarà quello di proteggere il giovane Íñigo Balboa, figlio dell'amico morto in battaglia. Tuttavia ormai l'impero spagnolo è in declino e la popolazione muore di fame. Alatriste dovrà continuare a combattere per salvare il suo paese dalla corruzione politica e dalla povertà. Pur essendo stato sempre fedele al suo re, la sua lealtà verrà messa alla prova dai trascorsi amorosi di Filippo IV con la sua amata.

## Riferimenti ai libri
La trama del film riprende vari frammenti dei primi volumi della saga di Alatriste, adattati per conciliare le esigenze cinematografiche con la sceneggiatura dello stesso autore Pérez-Reverte.

## Produzione
Ambientato nel XVII secolo, chiamato il Secolo d'Oro (in spagnolo "Siglo de Oro"), il film mescola fatti reali e fittizi. La 20th Century Fox ha comprato i diritti del film. È la seconda più costosa produzione della storia del cinema spagnolo (circa 24 milioni di euro), preceduta solo dal film Agora, prodotto nel 2009.

## Distribuzione
È stato presentato nella sezione Première alla Festa del Cinema di Roma 2006.

## Riconoscimenti
- Premi Goya 2007
  - Miglior produzione
  - Miglior scenografia
  - Migliori costumi